# Lepidocephalus coromandelensis
Lepidocephalus coromandelensis är en fiskart som beskrevs av Menon 1992. Lepidocephalus coromandelensis ingår i släktet Lepidocephalus och familjen nissögefiskar. Inga underarter finns listade i Catalogue of Life.